# 58-й укреплённый район
58-й укреплённый район — формирование (воинская часть) войск укреплённых районов РККА, Вооружённых Сил СССР в Великой Отечественной войне.
Сокращённое наименование — 58 ур.
Себежский укреплённый район — фортификационное сооружение (укреплённый район) на старой западной границе СССР.
Сокращённое наименование сооружения — СебУР, Себежский УР, Себежский укрепрайон. В 1940 году район был объединён с Полоцким УР и стал называться Полоцко-Себежский укреплённый район.

## История

### Формирования
Как воинская часть 58 ур сформирован в Прибалтийском особом военном округе (ПОВО) 4 июня 1941 года.
В действующей армии (ДА) с 22 июня 1941 года по 12 июля 1941 года.
УР прикрывал участок протяжённостью по фронту 65 километров (По другим данным рубеж обороны был 60 километров по фронту.), от деревни Ляхово на севере до озера Синее на юге, шириной (глубиной) два — 5 километров. На севере с районом граничил 25-й укреплённый район (Островский укрепрайон), на юге — 61-й укрепрайон (Полоцкий укрепрайон).
Район как воинская часть расформирован 12 июля 1941 года.

### Сооружения
Для того чтобы обезопасить Советскую Россию от возможного стремительного наступления врага с запада правительство приняло решение о строительстве оборонительной линии на границе государства, так помимо естественных преград рек, озёр, болот и так далее, стали возводить и искусственные преграды, то есть укреплённые районы обороны. Эта оборонительная линия, от берегов Балтийского до Чёрного моря получила неофициальное название — Der Stalinlinie («Линия Сталина»). Названия укрепрайонам давали по основным опорным пунктам. В соответствии с военной доктриной Союза, того периода, для обороны УР предлагалось размещать в них стрелковые дивизии укреплённых районов. Оборонительная линия проходила не по самой государственной границе, а была размещена на удалении от неё в зависимости от природных условий, и имела различные сооружения и заграждения для обороны. В 1938 году, в связи со сложной международной обстановкой, в Союзе ССР была принята новая программа строительства оборонительных укреплений, в ходе которой Псковский укреплённый район усиливался: должны были быть построены Островский, Себежский и Опочецкий укреплённые районы. Одним из проектантов и строителей оборонительной линии был военный инженер Карбышев.
Себежский укреплённый район предназначался для защиты от нападения с территории Латвии в направлении на Великие Луки. По фронту район составлял 70 километров, от деревни Ляхово до озера Синее. Строительство СебУР как фортификационного сооружения началось в 1938—1939 годах, кроме того он прикрывался с фронта естественными препятствиями, труднопроходимыми для вражеского вооружения и военной техники лесами, болотами, реками и озёрами, соединёнными друг с другом заболоченными протоками. В 1938 году было решено усилить все УР, в том числе и Себежский, сооружением в них тяжёлых артиллерийских капониров (ДОТ), но в 1939 году его дальнейшее строительство и обустройство прекратилось, в связи с возвратом территорий (вхождением Латвии в СССР). Основными оборонительными сооружениями являлись ДОТ (орудийно-пулемётные полукапониры, капониры), бетонная защита которых на главных направлениях обороны была способна выдержать попадание снаряда 203-мм гаубицы. В УР имелись также сооружения для пунктов управления, системы связи, склады боеприпасов, убежища для личного состава и военной техники, предусматривалась система заграждений, траншей, укрытий и так далее. Оборонительная полоса района состояла из батальонных и ротных районов обороны.
Себежский УР граничил с другими УР, на севере с Островским, а на юге — с Полоцким. Войска УР по старой границе были сокращены, а затем отправлены на новое места службы. Материальные средства (вооружение, оборудование и так далее) из готовых УР демонтированы и помещено на склады, по распоряжению Л. З. Мехлиса, осуществлявшего контроль процесса демонтажа в 1940 году.
Сооружения СебУР размещались в районе города Себеж, деревень Заситино, Белые Ключи, Заборье, Кузьмино, Техомичи, Креково, Толстяки, Безгрибово, Стеймаки, Ляхово, Дедино и так далее.
5 октября 1940 года Себежский укреплённый район и Полоцкий были объединены в Полоцко-Себежский УР.
На 22 июня 1941 года район имел законсервированных в стадии строительства 63 (по другим данным 75) долговременных оборонительных сооружений. Построенных полностью не было, по некоторым данным планировалось построить 200—250 сооружений. Укрепления не были оборудованы к ведению круговой обороны, их сектора обстрела не превышали 180 градусов. ДОТ не были оснащены как положено, что не позволило в дальнейшем, при обороне, им взаимодействовать в боях.
В полосе района, как совокупности сооружений, действовали войска третьего рейха, как то группы армий «Север», так и группы армии «Центр». Когда они подошли непосредственно к укреплениям Себежского УР, немецкая пехота к 5 июля 1941 года, они встретили ожесточённое сопротивление защищавших его войск 22-й армии РККА. Бои в полосе района продолжались с 6 по 11 июля 1941 года. Однако, потеря основного опорного пункта и центра коммуникаций района обороны — города Себеж, заставили наше командование отвести оборонявшие СебУР формирования, после чего советские войска оставили укрепления, и отойти на рубеж Идрица — озеро Свибло — Пустошка.

6. 7. 1941 в 3.00 наступление после короткой артподготовки на укреплённую позицию противника (из бетонных бункеров) на латышско-русской границе у деревень Брохново-Дуброво-Заситино. Противник жёстко, при помощи тяжёлого вооружения, оборонял глубокоэшелонированные укрепления. Каждый бункер приходилось брать штурмовой группой сапёров. Один бункер защищало 42 русских, среди них 20 евреев. Артогонь противника вёлся с господствующей высоты южнее Заситино, таким образом, укреплённая позиция имела эффективный огонь перед своей линией. Мост у Заситино при отступлении противником взорван. К 17.00 несмотря на огонь противника мост был восстановлен. Новое наступление на вторую линию бункеров южнее и восточнее Заситино началось в 17.45 и продолжается сейчас. Потери: 50 убито, 160 ранено. Пленных нет.— Перевод Андрея Иванова, из журнала боевых действий дивизии СС «Мёртвая голова» (SS-Division «Totenkopf»)

## Состав
В соответствии с выпиской из перечня организационных мероприятий, проводимых по укреплённым районам на 1939 год, на все оргмероприятия командованию Калининского военного округа (КалВО) был установлен период с 1 августа по 1 декабря. За это время командование округа должно было выполнить следующие мероприятия:
- Перевести 67-ю стрелковую дивизию (67 сд) в СебУР;
- Скадрировать в 67 сд третьи стрелковые батальоны в трёх стрелковых полках, оставив вместо них кадр по 22 человека, штат 9/821, 729 человек личного состава (ч л/с);
- Сформировать три (91-й, 93-й, 102-й) отдельных пулемётных батальона 2-го типа, двух ротного состава, с двумя отделениями противотанковой обороны (ПТО) каждый. Батальонам присвоить условные номера (наименования): 91-му — № 9884, 93-му № 9886, 102-му № 9874, штат 9/904-Б, 819 ч л/с;
- Сформировать автотранспортный взвод, штат 9/909, 16 ч л/с;
- Сформировать кадр тыловых учреждений, штат 9/910, 27 ч л/с;
- Сформировать кадр управления СебУР, штат 9/820, 10 ч л/с.

Когда 67 сд убыла из СебУР пока не известно.
После объединения, 5 октября 1940 года, Себежсккого и Полоцкого укреплённых районов в Полоцко-Себежский УР в его состав вошли 25-й и 133-й отдельные артиллерийско-пулемётные и 156-й отдельный пулемётный батальоны.

### 1941 год
Нарком обороны Союза Маршал Советского Союза Тимошенко приказом, от 26 июня 1941 года, приказал немедленно привести в боевую готовность укреплённые районы на старой границе СССР. В соответствии с ним к 1 июля закончить сформирование гарнизонов укрепрайонов Полоцкого и Себежского, а к 15 июля они должны быть полностью боеготовы.
Гарнизона (войск УР) район не имел, планировалось развернуть два пулемётно-артиллерийских батальона, а были развёрнуты отдельные пулемётные батальоны (опулб) 257-й и 258-й. В конце июня 1941 года для занятия укреплений прибыла 186-я стрелковая дивизия. Генерал Н. И. Бирюков, командир дивизии, вспоминал:

«Рекогносцировка Себежского укреплённого района показала, что он демонтирован. Некоторые пушечные огневые точки были перестроены под пулемётные. Никакого инвентаря в ДОТах не оказалось, даже посуду для хранения запасов воды пришлось собирать у местного населения…»— 
.
Тем не менее, 186-я стрелковая дивизия убыла из расположения района, а её место заняла 170-я стрелковая дивизия под командованием генерал-майора Т. К. Силкина.
58 ур включал:
- управление.
- 257-й отдельный пулемётный батальон (опулб) 58-го и 61-го укреплённых районов[7], командир капитан Попков, сформирован в июне 1941 года в Москве[1], в ДА в период с 22 июня по 26 июля 1941 года, позднее обращён на доукомплектование 258 опулб 58 и 61 УР.
- 258-й отдельный пулемётный батальон[1] 58 и 61 УР, командир майор Ушаков, в ДА в период с 22 июня по 31 июля 1941 года, позднее расформирован[7].

Вечером отправили в Москву, где формировался 258-й отдельный пулемётно-артиллерийский батальон. … После 25-километрового марша оказались на холмистой местности, окаймлявшей железную дорогу и начинённой дотами. Предназначались они для артиллеристов и имели большие амбразуры; внизу у каждого был устроен колодец с водой, а наверху — наблюдательная площадка, ничем не прикрытая. Выход из дота был отведён в сторону. Поскольку орудий у нас не было, хотя батальон и назывался пулемётно-артиллерийским, мы закрыли амбразуры мешками с песком. Выкопали траншею от выхода из дота вниз по холму до лощины и замаскировали её. Приготовили оружие, которым, по совести сказать, мы были оснащены слабовато. Каждый взвод, занимавший один дот, насчитывал в своём составе вместе с командиром пятнадцать человек, на которых приходились по одному станковому и одному ручному пулемёту, а также по три винтовки. Фактически больше половины состава оказались безоружными.— Из воспоминаний В. Ф. Шмелёва, бойца 258-го отдельного пулемётно-артиллерийского батальона, Военно-исторический журнал № 5, 2007 год, стр. 67 — 69.

## В составе
Сооружение и формирование было в составе:
| Дата             | Фронт (округ)                             | Армия | Корпус (группа) | Примечания |
| ---------------- | ----------------------------------------- | ----- | --------------- | ---------- |
| 1938 — 1940 года | Калининский военный округ (КалВО)         | —     | —               | —          |
| 04.06.1941 года  | Прибалтийский особый военный округ (ПОВО) | —     | —               | —          |
| 22.06.1941 года  | Западный фронт                            | —     | —               | —          |
| 01.07.1941 года  | Западный фронт                            | —     | —               | —          |
| 10.07.1941 года  | Западный фронт                            | —     | —               | —          |

## Память
- Мемориал «Орудийно-пулемётный полукапонир № 305» опорного пункта «Заситино» узла обороны № 2 Себежского укрепрайона (у таможенного терминала М-9) и «Орудийно-пулемётный полукапонир № 347» (на перекрёстке старой и новой автодорог Москва — Рига).
- Мероприятия в рамках проекта «Забытые крепости XX века» музея-заповедника «Изборск» в 2009, 2010, 2011 годах. Выявлены 44 огневые точки (ОТ) СебУР, они сфотографированы, обследованы (определены типы сооружений и их особенности) и сняты их координаты, есть информация о расположении других ОТ.
- Мемориальная доска на одном из дотов СебУР, расположенном недалеко от государственной границы в непосредственной близости с федеральной трассой Москва — Рига.